# Gaspare De Pascali
Gaspare De Pascali (...) è uno scenografo italiano.

## Biografia
Nato a Lecce, cresciuto a Ravenna. Romagnolo d’adozione studia tra Ravenna, Bologna e Melbourne per poi trasferirsi a Roma dove entra a far parte di Cinecittà Studios lavorando a vari progetti.

## Filmografia

### Cinema
- Hybris, regia di Giuseppe Maione (2015)
- Niente di serio, regia di Laszlo Barbo (2017)
- Ovunque tu sarai, regia di Roberto Capucci (2017)
- Tonno spiaggiato, regia di Matteo Martinez (2018)
- Vengo anch'io, regia di Nuzzo e Di Biase (2018)
- Bentornato Presidente, regia di Giuseppe G. Stasi e Giancarlo Fontana (2019)
- Nour, regia di Maurizio Zaccaro (2019)
- Il grande passo, regia di Antonio Padovan (2019)[1]
- Ghiaccio, regia di Alessio Deleonardis and Fabrizo Moro (2021)
- Piano piano, regia di Nicola Prosatore (2022)
- Iddu - L'ultimo padrino,  regia di Fabio Grassadonia e Antonio Piazza (2024)
- Primavera, regia di Damiano Micheletto (2025)
- Duse, regia di Pietro Marcello (2025)

### Televisione
- The Bad Guy 2, regia di Giancarlo Fontana e Giuseppe G. Stasi - serie Prime Video (2024)
- Concordia, regia di Barbara Eder - creata da Frank Doelger (2024)
- The Bad Guy, regia di Giancarlo Fontana e Giuseppe G. Stasi - serie Prime Video (2022)
- Summertime, regia di Lorenzo Sportiello e Francesco Lagi - serie Netflix (2020)
- Il caso Craxi, regia di Andrea D'Asaro - documentario Sky Arte (2019)

## Teatro
- Pazza, di Tom Topor, regia di Fabrizio Coniglio
- Libera nos domine, Enzo Iacchetti, regia di Alessandro Tresa
- Un borghese piccolo piccolo, V.Cerami, regia di Fabrizio Coniglio, musiche di Nicola Piovani[2]
- Il più bel secolo della mia vita, regia di Alessandro Bardani e Luigi Di Capua
- Chiedo scusa al signor Gaber, regia di Enzo Iacchetti
- Francesco Nuti, regia di Valerio Groppa